# カン・ビョンモク
カン・ビョンモク（朝: 강병목, 1979年12月25日 - ）は、韓国のイラストレーター。LINEプラス取締役。LINE Friends Corporation社員。「MOGI」のニックネームで活動している。

## 人物
昔からマンガが好きで、人の表情を観察して描いたりすることも好きだった。
LINEアプリやスタンプなどに登場する「ブラウン」「コニー」「ムーン」「ジェームズ」などのLINEオリジナルキャラクターを作成している。
LINEのストックオプション割り当て数においては、LINE元代表取締役社長の森川亮よりもやや多く保有している。

## 略歴
- 2010年～2011年 - ネイバージャパン
- 2012年～2013年 - NHN
- 2013年 - ネイバー
- 2013年～ - LINEプラスグラフィックススタジオディレクター
- 2013年～ - LINE Friends